# Liste de prénoms bretons
Les prénoms bretons sont des prénoms d'étymologies variées (celtique, latine, germanique, etc.) qui sont ou ont été portés dans la zone bretonnante de la Bretagne, souvent dans une forme respectant les règles lexicales propres au breton. Depuis que la loi française n'interdit plus l'inscription de prénoms issus des calendriers locaux, la vogue des prénoms bretons ne cesse de grandir. Cependant, certains sont transcrits ou adaptés à l'orthographe ou à la prononciation du français.
Cette liste recense les prénoms dans leur forme en s'efforçant de respecter les règles de graphie moderne du breton. On ne trouve donc pas « Annick », « Tanguy » ou « Gaëlle » qui sont des formes francisées de prénoms bretons.
Tous les prénoms bretons peuvent avoir une forme diminutive en leur ajoutant -ig.

## Règles de prononciation
- ‹ g › indique toujours /g/, sauf en fin de mot où il note /k/. En breton, un ‹ g › final peut se prononcer [g] même en fin de mot à l'intérieur d'une phrase si le mot suivant ne commence pas par une consonne dévoisée (par exemple : /p/).

En suivant cette règle de phonétique bretonne en français, le prénom « Brieg » se prononce par exemple avec un [g] en final dans la phrase : « Brieg va bien. », mais se prononce [k] en final dans la phrase : « Est-ce que tu vas bien, Brieg ? » ou dans « Brieg part demain. ».
- ‹ w › indique la semi-consonne /w/.
- Le digramme ‹ ch › a la même valeur qu'en français et note le phonème /ʃ/.
- ‹ c’h › peut se prononcer de deux manières différentes en fonction du dialecte et de la position dans le mot. Le plus souvent, en fin de mot, il note le phonème /x/ (même son que dans le mot allemand "auch", ou que la jota espagnole). En début ou au milieu d'un mot, il note le phonème /h/ (un "h" prononcé comme dans l'anglais "Hello"). Il y a des exceptions.
- Le digramme ‹ an › note la suite /ɑ̃n/ (comme "en" dans le mot "enivrant").
- Le trigramme ‹ ann › note la suite /an/ (comme "an" dans le mot "animal").
- ‹ añ › indique la voyelle nasale /ɑ̃/ (comme la syllabe "an" dans le mot "France").
- La lettre ‹ i › ne fait jamais partie d'un digramme ; elle reste indépendante et indique le phonème /i/ : Loig se prononce /ˈlo.ik/.
- Les digrammes ‹ ou › et ‹ eu › ont la même valeur qu'en français (respectivement /u/ et /ø/).
- La lettre ‹ e › indique le phonème /e/ ("é") avec la forme allophone [ɛ] dans certains environnement à l'intérieur d'un mot.
- Le digramme ‹ ae › indique généralement le phonème /ɛ/ ("è") : Gwenvael /ˈgwẽn.vɛl/ Cependant, il peut parfois aussi noter la suite /a.e/ ou bien encore, dans certains dialectes, /e.a/.
- La lettre ‹ v › a la même valeur qu'en français (/v/), sauf en final de mot où elle se prononce /o/ : Andrev /ˈɑ̃n.dʁe.o/
- L'accent tonique est majoritairement porté sur l'avant-dernière syllabe (Andrev /ˈɑ̃n.dʁe.o/), mais cela dépend des dialectes et il existe de nombreuses exceptions.
- Les consonnes finales sont toujours sourdes en isolation : « Brieg » se prononce /ˈbʁi.ɛk/, « Roparz » /ˈʁo.paʁs/.
- Le digramme ‹ ao › indique /o/.
- La lettre ‹ c › ne se rencontre pas seule, sauf dans les formes archaïques de certains prénoms (écriture avant la généralisation du ‹ k › en breton ou prénoms bretons originaires des îles Britanniques).

### Éléments lexicaux
- À de rares exceptions (graphie ancienne, désambiguïsation d'une prononciation) il n'y a pas de tréma ni d'accent sur les voyelles.
- La terminaison « -ig » est diminutive ou affectueuse (Soazig = « petite Françoise », Annaig = Annette, Perig = Pierrot) et se prononce /ik/. Tous les prénoms peuvent recevoir cette terminaison.
- Le féminin est donné par les terminaisons « -a », « -enn », « -ell », « -ez ». Jamais par la terminaison "-e".
- Les prénoms féminins qui se terminent par « -e » en français peuvent se retrouver en breton avec la terminaison « -a ».
- Les formes contractées sont nombreuses en breton : Lena pour Elena, Juhel ou Jikel pour Judikael, Soazig pour Fransoazig, etc.
- Beaucoup de contractions privilégient la fin du prénom (Fransoaz devient Soaz).

- Haut – A
- B
- C
- D
- E
- F
- G
- H
- I
- J
- K
- L
- M
- N
- O
- P
- Q
- R
- S
- T
- U
- V
- W
- X
- Y
- Z

## Liste des prénoms
| Prénoms masculins | Prénoms féminins |
| --- | --- |
| - Ael, Aelig - Alan - Alar, Elar, Eler - Albin, Alban - Alouarn - Andrev, Drev - Aodren - Argan - Armel, Armael, Arzel - Artus - Arzhur, Arzhul - Avel, Abel - Awen, Awenig - Azel - Beltram - Bleiz - Bodmael - Bodvael - Brendan - Breval - Brewen - Briac - Brieg, Brieuc - Briend - Brivael - Budig, Buzig - Budog, Budogan (Beuzegig) - Cast - Catwalon ou Catualon - Cleden ou Kleden - Conwoion - Corentin - Denez - Derog - Divi, Dewi - Donasian - Edern - Efflamm, Eflam - Ehouarn - Eliaz - Elouan - Enor - Envel - Eon - Erle - Erwan, Erwann, Cheun, Eozen, Ervoan (archaïque), Evan, Even, Ewan, Ewen, Youen, Youenn - Feliks, Felis - Fragan ou Fracan (archaïque) - Frañsez, Fañch - Fulup, Filip - Gabriel, Gab - Gael - Gaiben - Gaiwin - Ganael - Gegon - Gereg, Warog - Getenok - Gildas - Gireg - Glenn, Glen - Gloutroñ - Gorgon, Gourgon - Goulc'hen, Goulven, Goulwen - Gourmaelon, Gourmelon, Gourmelen, Wrmaelon - Goustan - Gralon, Gradlon - Gregor - Guenole - Guenael - Guillian - Guiraac - Gurloes - Gurvand, Gurvan - Gurwal - Gustav - Gweltaz - Gwenc'hlan - Gwenn, Gwen - Gwenael, Gwenhael, Gwenn-Ael - Gwendal - Gwenegan - Gwenou - Gwenole - Gwenvael - Gwezheneg - Gwilherm - Gwion - Gwinian - Helouri - Herve, Houarnon - Hoel, Howel - Houardon, Houarvian - Hael - Iael - Iañ - Ifig - Ilan - Iltud, Tudig - Ioañ - Iouen, Ioun - Ivi - Jagu, Jegu - Jakez - Jaoua, Jaouen, Jaoven, Joeva, Jova - Jestin - Jili, Jil - Joakim - Joannic - Job - Jord - Josselin - Jud - Judicaël, Judikael, Juhel, Jikel, Jezekel - Jungomarc'h - Jukondin, Jugon - Juvad - Kadeg, Kadog, Kado, Kadou - Kadvael - Kaelig - Kaourintin, Kaorantin, Kaou - Karadeg - Ke - Kelen - Ken, Kenan - Kerlann - Kerrian - Kieran - Kilian - Kolaig, Nicolaz - Konan, Kenan - Korneli - Koulm - Kristen - Kristoc'h - Laouen - Laouenan - Loan - Loeïzen - Loeiz - Loen - Loïc, Loig - Lois, Loiz - Lomig : cf. Gwilhom, Gwilherm - Louarn - Lowen - Lug - Lywen - Louan - Mael, Maelan, Maeldan, Maelig - Maeleg - Madeg - Maden, Denig - Malo, Malou - Maodez - Matheo - Matilin - Mazhe, Maze, Mahe, Maho - Melen - Meloar, Melar, Melaer, - Mériadec - Merwen Maëwenn Mewen - Meven, Meheñ, Meeñ - Mikael, Mikaelig (dim.), Mikel, Mikelig (dim.) - Milio, Meliaw, Miliaw - Moran - Morgan - Morvan - Morwane - Nedeleg - Nedelouann - Neventer - Nevenou, Nevenoe, Venou, Neven - Nikolaz - Noan - Nolan - Nuz - Oan, Oanig - Olier - Paskweten, Paskwiten, Pask, Paskal, Paskou - Per, - Peran, - Petrok (Perig, Pereg) - Pol, Paol - Prijañ - Riagad - Rieg, Riou, Rio, Riog - Rivod, Riwod, Rivodius - Riwal, Riwall, Riwalon, Rivelen (Walig) - Riwan - Ronan, Reunan, Reun, Renan - Roparz - Rudalt - Saig - Salaun, Selaven - Samzun - Sebastian, Bastian - Segal - Servan - Sezni - Shan - Soaig, Soig - Soen - Stefan, Steven - Suliac - Sulien Tadek - Talwin - Tangi, Tanguy - Taran - Tegoneg, Veneg - Télio, Thelo, Telo - Tenenan - Tomaz - Trever, Treveur, Tremer, Tremeur - Tristan - Tual, Tudal, Tudwal, Tugdual - Tudi - Tujen - Tivizio - Viktor - Vio - Wiomarc'h - Yael - Yann ou Yan - Yannick - Yann-Bêr - Yann-Vadezour - Yann-Vari - Yoan - Youn, Yeun - Youen(n) - Yves, Yvon | - Ael, Aelez, Aela, Aelaig, Aelwenn, Laig, Lezig - Aelia - Aenor, Norig - Ahez - Aina - Alana, Alanez, Naig, Nezig - Alara, Lara, Elara, Lera, Alera - Albina, Albinenn, Bina, Binenn - Alis - Alwena - Andrea, Andreva - Ana - Anna , Annaig, Naig, Annig - Annwenn, sous la forme Anwen au Pays de Galles - Aodrenel, Aodrena, Aodrenez - Aourell, Aourel - Aouregan, Aouregen, Aouregon, Oregan, Aourken, Ourken, Ouragona - Aourgen - Argantael, Argantel, Arc'hantael, Telig - Armelle - Arwen - Arzhela, Arzhelez, Arzhelenn, Arzela - Arzhura, Arzhula, Arzhuren, Arzhulenn - Avela - Awel, Awell - Awena, Awenn - Azenor - Azell - Aziliz, Adeliz - Azou - Barban, Barba - Beatriz - Beniga, Benigez - Berc'hed, Brec'hed - Beuzega - Blaeza, Bleiza, Bleizen, Bleza - Bleuzen, Bleuen, Bleuenn, Bleuñvenn, Bleunwen, Bleunien, Bleunnig, - Branwenn - Brendana - Briaga, Briagen, Briagell, Briagez - Bronwenn - Brewal - Chan, Chanig, Jan, Janig - Charleza - Charlota - Dafne - Deniela, Denielez, Denoela - Derwell - Dominig - Dunvel, Tunvel - Edernez, Ederna - Eflama, Eflamez, Eflam - Elen, Elena, Helena, Lena, Lenaig - Elfenn - Eliza, Elizea - Elwina - Enora, Enored, Enori, Enorig, Norig, Enor - Envel, Envela - Eozenez, Eozena - Erel, Erell - Erwana, Erwanez - Ester - Eva - Elibouban - Fant - Felisia - Filipa - Filomena - Flamen, Flammenn, Flamel, Flamig, Flamelig - Florael - Fragana, Fraganez, Fraganen - Frañseza, Soaz, Soazig, Seza, Fant, Fantig, Fañchen - Gael, Gaela (Laig) - Gaud - Gladez, Dezig - Goulwena, Goulwenez, Goulvena, Goulvenez - Gurvana, Gurvanez - Gwelaouen - Gweltazen, Gweltaza, Jildazez, Jildaza - Gwen, Gwenn, Gwena, Gwennan, Gwenen, Gwennenn, Gwennan, Gwenez, Gwenaell, Gwenhivar - Gwenaela - Gwendal (masculin), Gwendoline (féminin) - Gwenaëlle - Gwenina, Gweninen, Nina, Ninen - Gwennyn - Gwenola - Gwenvaela - Gwenvred - Haelwenn - Hegarenn - Heodez - Hervea, Herveva, Herveven - Hoela, Hoelen - Houarneva, Houarneven - Iael - Iana, Ianez - Iltuda, Iltudenn, Iltudez - Iouna, Iuna - Ivona, Vona, Vonig - Izabel, Bel - Jaketa, Jakeza, Jekezaela - Jezekela - Jenovefa, Cheva, Vefa - Joela - Kaelig, Kelig - Kana, Kanna - Kanevedenn, - Kaourantina, Kaoura, Tina - Karadeg - Katell, Katarina, Katrin, Katerin, Katelin - Kavanez, Kavanenn - Keridwenn, Keridell - Klelia - Klervi, Klervia - Kollina - Koulm, Koulmen, Koulmenn, Koulma, Koulmez - Koupaia - Kristell - Kristen - Kristina - Kylian, noble - Landwenn - Lanwenn - Lara - Lena, Lenaig - Lenai - Levenez, Nezig - Lezou - Lizenn - Loeiza, Loeizaig, Loiza, Zaig, Zaïg, Liz, Liza, Louisa, Lizig - Loeva - Louwenn - Lupita - Lusia - Madalenn - Madenn - Maela, Maelez, Maelen(n), Maelwenn, Maela, Maelaig - Maina, Manna, Mannaig - Maiwenn, Maiwen, Mewen, Maewenn - Malone, Malori - Margaid, Marc'harid, Marc'haid, Marc'halid, Gaid, Magod, God, Gid, Lid - Mari, Maria, Mai, Maig, Miig, Migou - Mariana, Maina, Mana, Bigana, Marianig - Marivon, Mona - Marzhina - Mazheva, Mazheven - Metig - Mevena, Mevenez - Mewenn - Mikaela, Mikela - Modana, Modanez, Maodanez, Maodana - Mona - Morana, Morane, Moranez, Moranen - Morgan, Morgane, Morgana, Morganez, Morganen - Morvanen, Morvana, Morvanez - Morwena - Nevena, Nevenez, Venaig, Nezig - Ninog, Ninoga, Nina, Ninenn, Nenoga, Nenega - Noela, Noelaïg, Noëlie, Nouela - Nolwen, Nolwenn, Noalig, Neiwenn - Non, Nona - Oanez, Oanell, Oana, Nezig, Nelig - Onen, Onenn - Orguen, Aourken - Paderna, Padernez - Padriga, Padrigez - Paola, Pola - Paskell - Perez - Perlezennn - Plezou, Plezota, Plezouta - Predena - Privela, Primela - Riwanon, Riwana - Ronana, Ronanez, Ronanen, Reunana, Reunanez, Reunanen - Rozenn - Ruvona, Ruvonen, Ruvonez - Servane - Sezaig,Seza - Sesil, Sesilia - Sklerijenn, Sklaerenn, Sklaera, Sklaerder - Soaz, voir Frañseza - Soizic, soazic, Soizig - Solen, Solenn, Solena, Solenez - Solveig - Steren, Sterenn, Steredenn - Suzana - Teila - Tereza - Tifen, Tifenn, Tiphaine, Tiphenn - Trifin, Trefin, Trifina - Tristana, Trestana - Tuala, Tualen, Tudalen, Tudalez - Tumed - Uriel, Ouriel, Euriel - Ursula - Uniac - Vefa - Vinvela - Virjinia - Wembrit, Gwenvred, Bredig - Yael - Yann - Yanna - Younne - Ysaline - Yulizh - Yuna, Youna |

## Les polémiques et problèmes politiques liés à l'utilisation de prénoms bretons
L'État français, en fonction de l'article 1 de la loi du 11 germinal an XI (2 avril 1803) relative à l'état-civil a parfois refusé d'admettre des prénoms bretons ; les deux affaires les plus connues à ce propos sont l'affaire de la famille Le Goarnig et l'affaire Fañch.